# Senescência

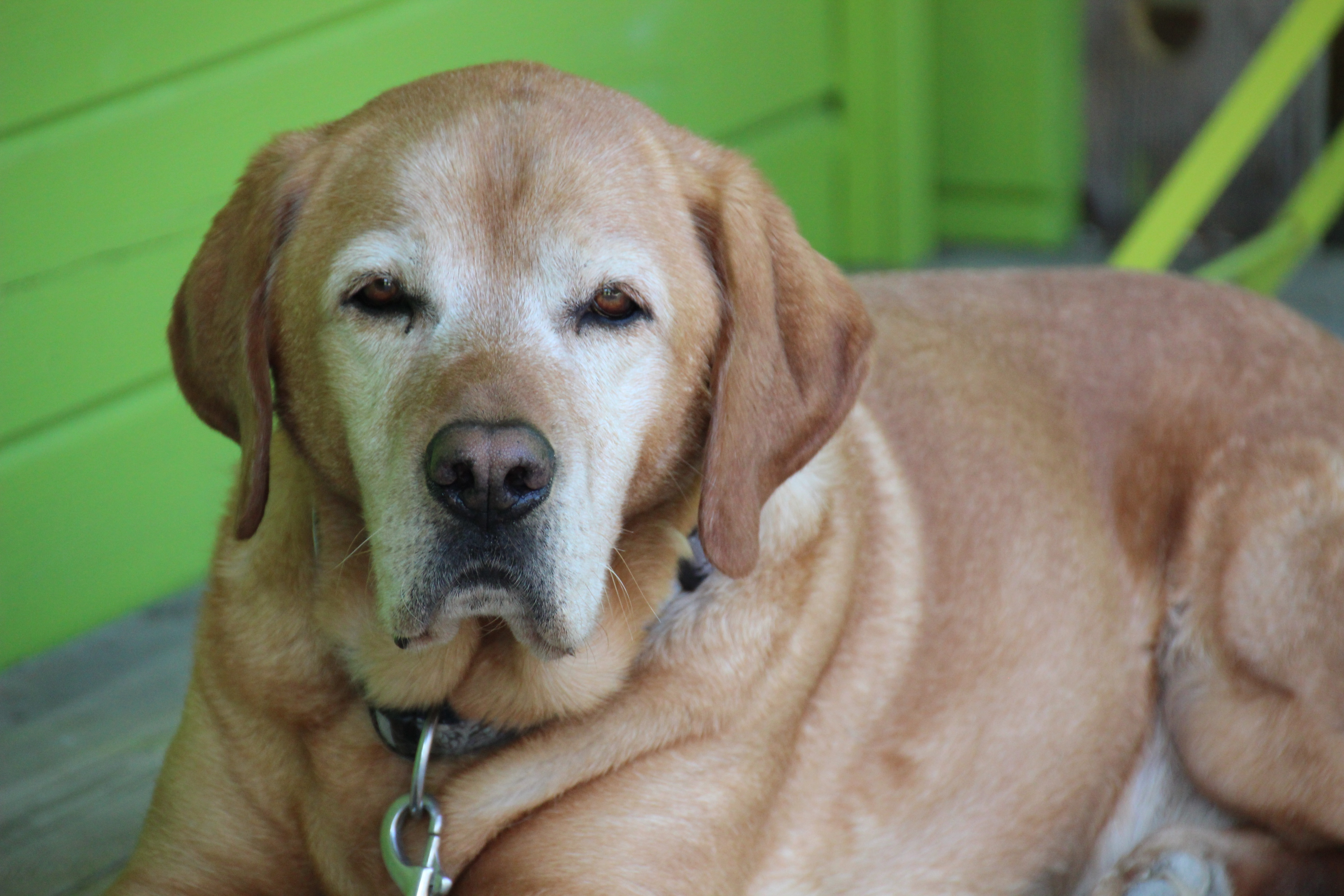
A aparência de um cão idoso mostra parte do focinho esbranquiçado e os olhos mais caídos

Senescência é o processo natural de envelhecimento ao nível celular ou o conjunto de fenômenos associados a este processo. A senescência é um processo metabólico ativo associado ao processo de envelhecimento. Ocorre por meio de uma programação genética que envolve redução do tamanho dos telômeros e ativação de genes de supressão tumoral. As células que entram em senescência perdem a capacidade proliferativa após um determinado número de divisões celulares. O envelhecimento do organismo como um todo está relacionado com o facto das células somáticas do corpo irem morrendo e não serem substituídas por novas como acontece na juventude.
Em virtude das múltiplas divisões celulares que a célula individual regista ao longo do tempo, para esse efeito, o telómero (extensão de ADN que serve para a sua proteção) vai diminuindo até que chega a um limite crítico de comprimento, ponto em que a célula perde a capacidade proliferativa, com a consequente diminuição do número de células do organismo, das funções dos tecidos, das funções dos órgãos e das funções do próprio organismo.
Como consequência, há o surgimento das chamadas doenças da velhice. Uma enzima endógena (telomerase) encarrega-se de manter o tamanho dos telómeros. A cada divisão celular, acrescenta a parte do telómero que se perde em virtude da mesma, de modo que o telómero não diminui e a célula pode-se dividir sempre que precisa. O que acontece é que ela faz essa função unicamente nas células germinativas (ou em células cancerosas) fazendo com que estas sejam permanentemente jovens independentemente do organismo ser já velho.
As células somáticas têm o gene da telomerase, mas não a produzem pois, este não está ativado. Atualmente a ciência já consegue ativar a telomerase e criar células saudáveis imortais. Revistas cientificas como a Science (1998) já trouxeram artigos sobre este assunto. Apesar disso, ainda não se sabe se a ativação da telomerase seria uma terapia plausível para o envelhecimento humano, já que a hiperativação da telomerase está associada com o surgimento de tumores. Este conceito se opõe à senilidade, também denominado envelhecimento patológico, e que é entendido como os danos à saúde associados com o tempo, porém causados por doenças ou maus hábitos de saúde.

## Senescência celular

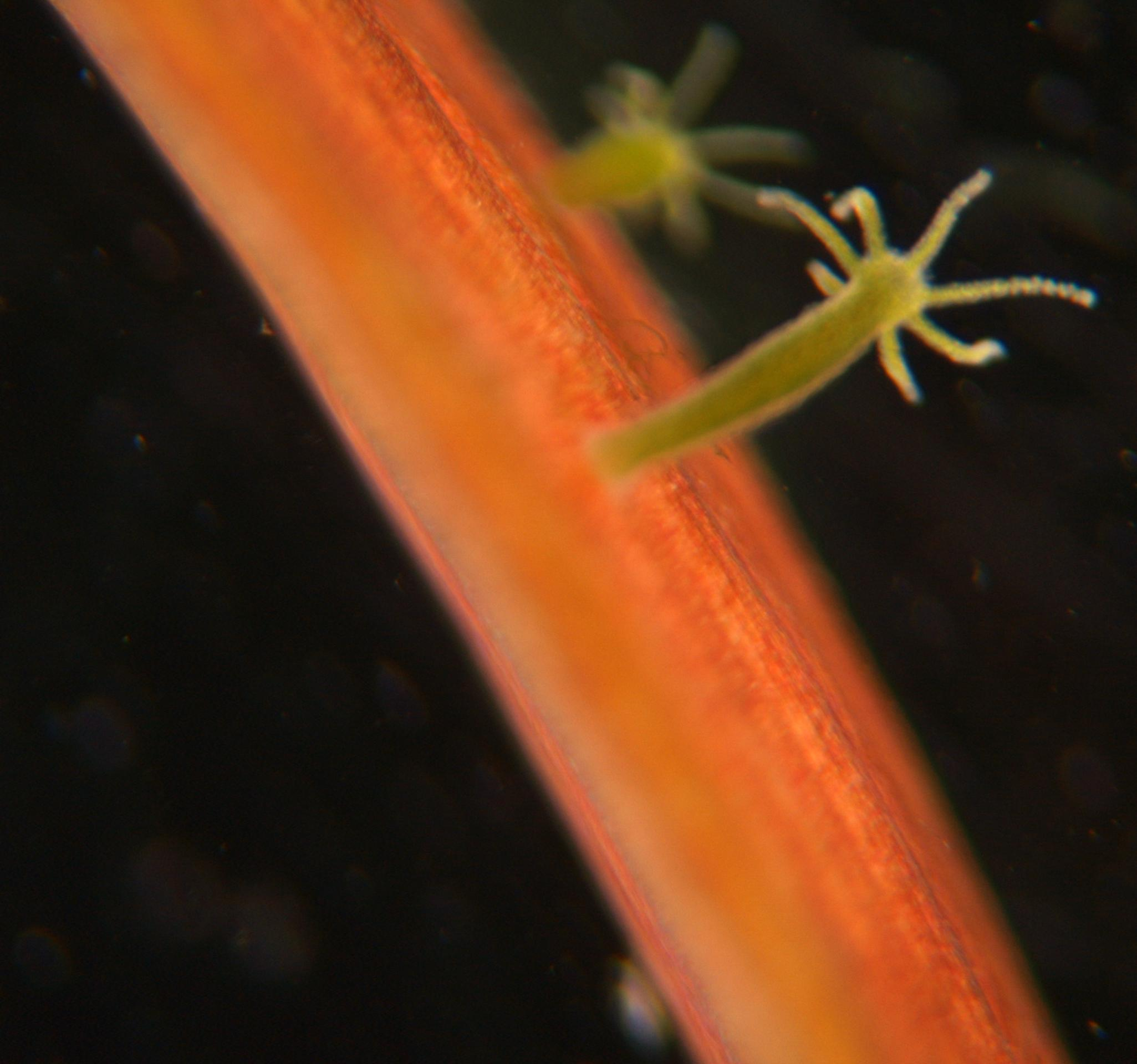
Hydra imortal, um parente da água-viva

Senescência celular é o processo pelo qual as células deixam de se dividir para substituír outras células que, por alguma razão, deixaram de metabolizar.
As células senescentes deixam de se dividir quando os telômeros, que protegem as extremidades dos cromossomos, se encurtam demais até alcançar o Limite de Hayflick - em cada divisão celular, os telômeros perdem uma parte e se encurtam, quando atingem um tamanho mínimo os cromossomos deixam de se replicar, impedindo a divisão correta da célula.
Um outro aspecto interessante da senescência celular é a superexpressão e acúmulo da enzima beta-galactosidase nas células. Esse fenômeno foi inicialmente observado em 1995 por Dimri e colaboradores, os quais propuseram que existiria uma nova isoforma da beta-galactosidase com atividade ótima em pH 6.0 (a chamada Senescence Associated beta-gal ou simplesmente SA-beta-gal). Até mesmo ensaios quantitativos foram desenvolvidos para detectar essa possível variante da enzima. Hoje sabe-se que na verdade o que ocorre nessas células é o acúmulo de beta-gal nos lisossomos e que esse processo não é necessário para o aparecimento da senescência. Entretanto, a beta-gal continua sendo ainda o marcador mais utilizado para se determinar células senescentes tanto in vivo como in vitro, devido à sua constância e a facilidade e custo de detecção.
Já as células do câncer, por outro lado, são denominadas "imortais" uma vez que a enzima telomerase regenera os telômeros da célula, permitindo-lhe multiplicar-se indefinidamente. Além disso, não é possível detectar a enzima beta-gal em abundância em seus lisossomos.

## Causas do Envelhecimento
Cada espécie possui um fenótipo diferente na senescência. Mas o que a causa? Algumas teorias, principalmente na área celular foram formuladas.
Usar-Destruir e Instabilidade Genética
Conforme o tempo passa, traumas se acumulam no corpo e no genoma. O número de mutações no genoma começa a crescer, até que alguma dessas mutações ocorra no aparato de sintetização de proteínas, fazendo com que a célula produza uma grande quantidade de proteínas defeituosas. As mutações podem aumentar caso as enzimas da síntese do DNA sofram algum tipo de mutação. O sentido oposto também pode ocorrer, reparo e síntese de DNA podem ser importantes na prevenção da senescência, R. W. Hart e R. B. Setlow, em 1974, publicaram o paper "Correlation Between Deoxyribonucleic Acid Excision-Repair and Life-Span in a Number of Mammalian Species", onde descrevem que dentro de algumas espécies podem existir indivíduos que vivem mais por possuírem células com enzimas do reparo do DNA mais eficientes.
Dano Oxidativo
Nesta teoria o envelhecimento é causado pelo metabolismo e por produtos residuais, especialmente por produtos que reagem ao oxigênio (ROS - Reactive Oxygen Species), tais substâncias, produzidas por um organismo normal, podem oxidar e deteriorar as membranas celulares, os ácidos nucleicos e proteínas. Mosquinhas de banana que super-expressam uma enzima que destrói ROS vivem 30-40% mais que moscas normais, isso é uma grande evidência de como moléculas de ROS tem um importante papel no envelhecimento, além de sugerir que o envelhecimento está sobre o controle do genoma.
Dano no Genoma Mitocondrial
Em vários animais foi constatado que com o envelhecimento a função mitocondrial diminui. Mutações no genoma mitocondrial podem permitir a produção de mais ROS e causar envelhecimento precoce  e podem fazer com que o DNA mitocondrial seja mais suscetível à dano mediado por ROS. A produção de ROS pode não ser a única forma de envelhecimento a ser causada pela mutação no genoma mitocondrial no Paper "Mitochondrial DNA Mutations, Oxidative Stress, and Apoptosis in Mammalian Aging", de G. C. Kujoth et al. (2005), onde uma mutação foi criada no DNA mitocondrial de ratos, os animais envelheceram precocemente, porém, não foi encontrado estresse oxidativo, mas foram encontradas evidências de Apoptose.Portanto, a morte de células importantes deve ser uma parte primordial dos sintomas relacionados o envelhecimento.
Como visto, existem muitas teorias sobre o que causa o envelhecimento e os exemplos aqui citados podem mostrar que, muito provavelmente, não existe apenas uma causa do envelhecimento, mas sim um conjunto de circunstâncias podem gerá-lo.

## Mutações
Algumas mutações que fazem com que pessoas envelheçam mais rapidamente como a Progéria e a Síndrome de Werner e tais mutações podem fornecer novas evidencias sobre como e por que o envelhecimento ocorre, gerando novas hipóteses e teorias. 